# Graptemys pearlensis
Espèce
Statut de conservation UICN

 EN A1bcde+4bcde : En danger
Statut CITES
Graptemys pearlensis est une espèce de tortue de la famille des Emydidae.

## Répartition
Cette espèce est endémique des États-Unis. Elle se rencontre dans le bassin de la Pearl River en Louisiane et au Mississippi.

## Étymologie
Son nom d'espèce, composé de pearl et du suffixe latin -ensis, « qui vit dans, qui habite », lui a été donné en référence au lieu de sa découverte.

## Description
Graptemys pearlensis mesure jusqu'à 121 mm pour les mâles et jusqu'à 295 mm pour les femelles. Sa carapace est vert olive avec des reflets grisâtres.

## Publication originale
- Ennen, Lovich, Kreiser, Selman & Qualls, 2010 : Genetic and Morphological Variation Between Populations of the Pascagoula Map Turtle (Graptemys gibbonsi) in the Pearl and Pascagoula Rivers with Description of a New Species. Chelonian Conservation and Biology, vol. 9, no 1, p. 98–113 (texte intégral).